# Open du Danemark (badminton)

L' Open du Danemark est un tournoi international annuel de badminton organisé depuis 1935 par la Fédération danoise de badminton (DBF). C'est un des principaux tournois professionnels européens et mondiaux. Il se joue depuis 2007 à Odense au Danemark et fait partie des tournois classés BWF Super Series par la BWF. Il est promu en catégorie SuperSeries Premier en 2011 puis il devient Super 750 dans le nouveau circuit BWF World Tour en 2018.

## Historique

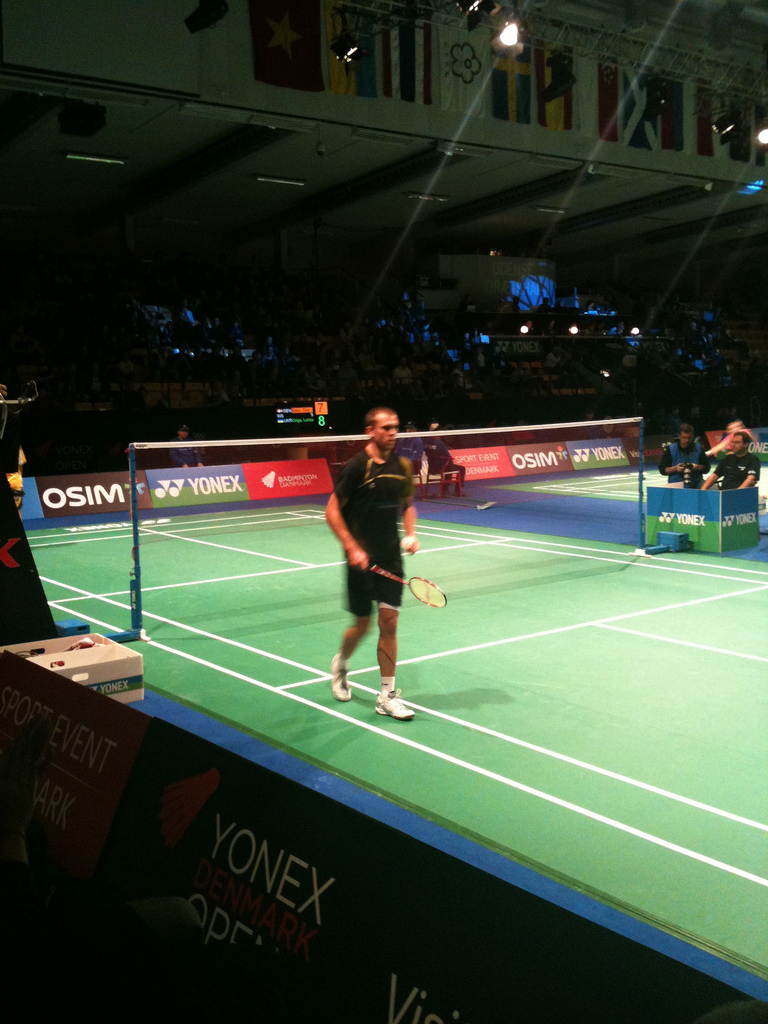
Jan Ø. Jørgensen à l'Open du Danemark 2011.

## Palmarès
| Année                    | Lieu       | Simple hommes            | Simple dames      | Double hommes                                       | Double dames                            | Double mixte                                |
| ------------------------ | ---------- | ------------------------ | ----------------- | --------------------------------------------------- | --------------------------------------- | ------------------------------------------- |
| 1986                     | Aalborg    | Morten Frost             | Zheng Yuli        | Li Yongbo Tian Bingyi                               | Gillian Clark Gillian Gowers            | Martin Dew Gillian Gilks                    |
| 1987                     | Esbjerg    | Torben Carlsen           | Lee Young-suk     | Jalani Sidek Razif Sidek                            | Atsuko Tokuda Yoshiko Tago              | Mark Christiansen Maria Bengtsson           |
| 1988                     | Odense     | Poul-Erik Høyer Larsen   | Li Lingwei        | Li Yongbo Tian Bingyi                               | Lin Ying Guan Weizhen                   | Jesper Knudsen Nettie Nielsen               |
| 1989                     | Aarhus     | Morten Frost             | Tang Jiuhong      | Li Yongbo Tian Bingyi                               | Lin Ying Guan Weizhen                   | Jesper Knudsen Nettie Nielsen               |
| 1990                     | Åbenrå     | Poul-Erik Høyer Larsen   | Tang Jiuhong      | Li Yongbo Tian Bingyi                               | Dorte Kjær Lotte Olsen                  | Thomas Lund Pernille Dupont                 |
| 1991                     | Solrød     | Hermawan Susanto         | Susi Susanti      | Zheng Yumin Huang Zhanzhong                         | Nettie Nielsen Gillian Gowers           | Thomas Lund Pernille Dupont                 |
| 1992                     | Aalborg    | Darren Hall              | Susi Susanti      | Thomas Lund Jon Holst-Christensen                   | Lim Xiaoqing Christine Magnusson        | Thomas Lund Pernille Dupont                 |
| 1993                     | Aarhus     | Poul-Erik Høyer Larsen   | Ye Zhaoying       | Thomas Lund Jon Holst-Christensen                   | Lisbeth Stuer-Lauridsen Lotte Olsen     | Thomas Lund Catrine Bengtsson               |
| 1994                     | Esbjerg    | Poul-Erik Høyer Larsen   | Camilla Martin    | Denny Kantono Antonius Budi Ariantho                | Lim Xiaoqing Christine Magnusson        | Thomas Lund Marlene Thomsen                 |
| 1995                     | Odense     | Poul-Erik Høyer Larsen   | Lim Xiaoqing      | Thomas Lund Jon Holst-Christensen                   | Lisbeth Stuer-Lauridsen Marlene Thomsen | Cheng Xingdong Peng Xingyong                |
| 1996                     | Middelfart | Thomas Stuer-Lauridsen   | Gong Zhichao      | Jim Laugesen Thomas Stavngaard                      | Helene Kirkegaard Rikke Olsen           | Michael Søgaard Rikke Olsen                 |
| 1997                     | Vejle      | Dong Jiong               | Camilla Martin    | Jon Holst-Christensen Michael Søgaard               | Ann Jørgensen Majken Vange              | Jens Eriksen Marlene Thomsen                |
| 1998                     | Vejle      | Peter Gade               | Camilla Martin    | Rexy Mainaky Ricky Subagja                          | Qin Yiyuan Tang He Tian                 | Jon Holst-Christensen Ann Jørgensen         |
| 1999                     | Vejle      | Poul-Erik Høyer Larsen   | Camilla Martin    | Martin Lundgaard Hansen Lars Paaske                 | Gao Ling Qin Yiyuan                     | Liu Yong Ge Fei                             |
| 2000                     | Farum      | Peter Gade               | Zhou Mi           | Eng Hian Flandy Limpele                             | Lin Chen Jiang Xuelian                  | Michael Søgaard Rikke Olsen                 |
| 2001                     | Farum      | Bao Chunlai              | Camilla Martin    | Martin Lundgaard Hansen Lars Paaske                 | Helene Kirkegaard Rikke Olsen           | Tri Kusharjanto Emma Ermawati               |
| 2002                     | Farum      | Chen Hong                | Camilla Martin    | Ha Tae-kwon Kim Dong-moon                           | Wei Yili Zhao Tingting                  | Kim Dong-moon Hwang Yu-mi                   |
| 2003                     | Aarhus     | Lin Dan                  | Gong Ruina        | Ha Tae-kwon Kim Dong-moon                           | Yang Wei Zhang Jiewen                   | Kim Dong-moon Ra Kyung-min                  |
| 2004                     | Aarhus     | Lin Dan                  | Xie Xingfang      | Lars Paaske Jonas Rasmussen                         | Wei Yili Zhao Tingting                  | Chen Qiqiu Zhao Tingting                    |
| 2005                     | Aarhus     | Lee Chong Wei            | Hongyan Pi        | Chan Chong Ming Koo Kien Keat                       | Kumiko Ogura Reiko Shiota               | Thomas Laybourn Kamilla Rytter Juhl         |
| 2006                     | Aarhus     | Chen Hong                | Jiang Yanjiao     | Lars Paaske Jonas Rasmussen                         | Kamila Augustyn Nadieżda Kostiuczyk     | Anthony Clark Donna Kellogg                 |
| BWF Super Series         |            |                          |                   |                                                     |                                         |                                             |
| 2007                     | Odense     | Lin Dan                  | Lu Lan            | Koo Kien Keat Tan Boon Heong                        | Yang Wei Zhang Jiewen                   | He Hanbin Yu Yang                           |
| 2008                     | Odense     | Peter Gade               | Wang Lin          | Markis Kido Hendra Setiawan                         | Wong Pei Tty Chin Eei Hui               | Joachim Fischer Nielsen Christinna Pedersen |
| 2009                     | Odense     | Simon Santoso            | Tine Rasmussen    | Koo Kien Keat Tan Boon Heong                        | Pan Pan Zhang Yawen                     | Joachim Fischer Nielsen Christinna Pedersen |
| 2010                     | Odense     | Jan Ø. Jørgensen         | Wang Yihan        | Mathias Boe Carsten Mogensen                        | Miyuki Maeda Satoko Suetsuna            | Thomas Laybourn Kamilla Rytter Juhl         |
| BWF SuperSeries Premier  |            |                          |                   |                                                     |                                         |                                             |
| 2011                     | Odense     | Chen Long                | Wang Xin          | Jung Jae-sung Lee Yong-dae                          | Wang Xiaoli Yu Yang                     | Joachim Fischer Nielsen Christinna Pedersen |
| 2012                     | Odense     | Lee Chong Wei            | Saina Nehwal      | Shin Baek-choel Yoo Yeon-seong                      | Ma Jin Tang Jinhua                      | Xu Chen Ma Jin                              |
| 2013                     | Odense     | Chen Long                | Wang Yihan        | Lee Yong-dae Yoo Yeon-seong                         | Bao Yixin Tang Jinhua                   | Zhang Nan Zhao Yunlei                       |
| 2014                     | Odense     | Chen Long                | Li Xuerui         | Fu Haifeng Zhang Nan                                | Wang Xiaoli Yu Yang                     | Xu Chen Ma Jin                              |
| 2015                     | Odense     | Chen Long                | Li Xuerui         | Lee Yong-dae Yoo Yeon-seong                         | Jung Kyung-eun Shin Seung-chan          | Ko Sung-hyun Kim Ha-na                      |
| 2016                     | Odense     | Tanongsak Saensomboonsuk | Akane Yamaguchi   | Goh V Shem Tan Wee Kiong                            | Misaki Matsutomo Ayaka Takahashi        | Joachim Fischer Nielsen Christinna Pedersen |
| 2017                     | Odense     | Srikanth Kidambi         | Ratchanok Intanon | Liu Cheng Zhang Nan                                 | Lee So-hee Shin Seung-chan              | Tang Chun Man Tse Ying Suet                 |
| BWF World Tour Super 750 |            |                          |                   |                                                     |                                         |                                             |
| 2018                     | Odense     | Kento Momota             | Tai Tzu-ying      | Marcus Fernaldi Gideon Kevin Sanjaya Sukamuljo (en) | Yuki Fukushima Sayaka Hirota            | Zheng Siwei Huang Yaqiong                   |
| 2019                     | Odense     | Kento Momota             | Tai Tzu-ying      | Marcus Fernaldi Gideon Kevin Sanjaya Sukamuljo      | Baek Ha-na Jung Kyung-eun               | Praveen Jordan Melati Daeva Oktavianti      |
| 2020                     | Odense     | Anders Antonsen          | Nozomi Okuhara    | Marcus Ellis Chris Langridge                        | Yuki Fukushima Sayaka Hirota            | Mark Lamsfuß Isabel Herttrich               |
| 2021                     | Odense     | Viktor Axelsen           | Akane Yamaguchi   | Takuro Hoki Yugo Kobayashi                          | Huang Dongping Zheng Yu                 | Yuta Watanabe Arisa Higashino               |
| 2022                     | Odense     | Shi Yuqi                 | He Bingjiao       | Fajar Alfian Muhammad Rian Ardianto                 | Chen Qingchen Jia Yifan                 | Zheng Siwei Huang Yaqiong                   |
| 2023                     | Odense     | Weng Hongyang            | Chen Yufei        | Aaron Chia Soh Wooi Yik                             | Chen Qingchen Jia Yifan                 | Feng Yanzhe Huang Dongping                  |
| 2024                     | Odense     | Anders Antonsen          | Wang Zhiyi        | Liang Weikeng Wang Chang                            | Rin Iwanaga Kie Nakanishi               | Feng Yanzhe Huang Dongping                  |